# Michinoku Pro Wrestling

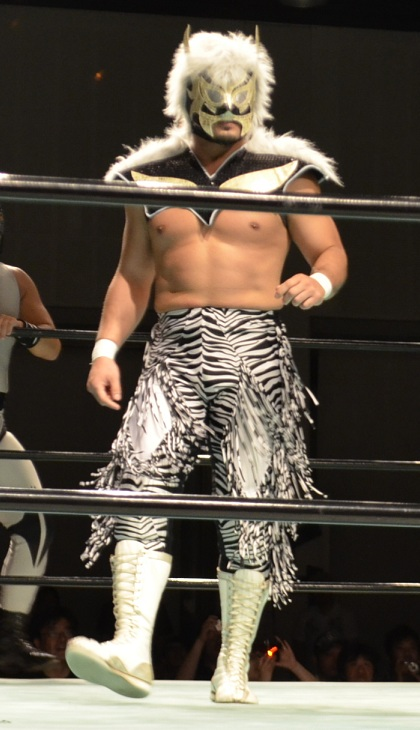
Shiryu (Michinoku Pro Wrestling)

A Michinoku Pro Wrestling (também conhecida como North Eastern Wrestling), abreviada MPW ou M-Pro, é uma promoção de wrestling profissional japonesa, fundada por The Great Sasuke em 1993. A companhia foi a primeira promoção independente do Japão que não tem sede em Tóquio, mas localiza-se em Morioka, Iwate. O estilo predominante é a lucha libre, mas a MPW também possuía wrestlers de outros vários estilos (como submission, puroresu e freestyle). A empresa possui atualmente três títulos e três torneios.

## Atual elenco
- GAINA
- Hercules Oosenga
- GARUDA
- The Great Sasuke
- Jinsei Shinzaki
- Kagetora
- Kesen Numa-jiro
- Bear Fukuda
- Otoko Sakari
- Rasse
- Shinjitsu Nohashi
- Rei
- Yoshitsune

## Alumni
- Tiger Mask IV
- Taka Michinoku
- Mr. JL
- Shoichi Funaki
- Shiryu
- Dynamite Kid

## Títulos e torneios

### Atual
| Título                                 | Atual campeão(ões) | Data                   |
| -------------------------------------- | ------------------ | ---------------------- |
| Tohoku Junior Heavyweight Championship | Fujita Jr. Hayato  | 12 de Dezembro de 2008 |
| Tohoku Tag Team Championship           | Shu & Kei Sato     | 18 de Janeiro de 2009  |
| UWA World Tag Team Championship        | Shu & Kei Sato     | 3 de Dezembro de 2008  |

### Torneios
| Torneio                    | Último vencedor       | Data                   |
| -------------------------- | --------------------- | ---------------------- |
| Iron Man Tournament        | Tigers Mask           | 15 de Setembro de 2008 |
| Fukumen World League       | Tiger Mask IV         | 2 de Setembro de 2007  |
| Futaritabi Tag Team League | MEN's Teioh e Shinobu | 17 de Outubro de 2008  |

### Defuntos
| Título                                               | Último campeão(ões) | Data                    |
| ---------------------------------------------------- | ------------------- | ----------------------- |
| UWA World Welterweight Championship                  | Vago                | -                       |
| British Commonwealth Junior Heavyweight Championship | Vago                | 7 de Dezembro de 2003   |
| UWA World Junior Light Heavyweight Championship      | Diluvio Negro II    | 25 de Fevereiro de 2007 |
| Independent Junior Heavyweight Championship          | Makoto Oishi        | 14 de Setembro de 2008  |